# El Regenerador
El Regenerador es el nombre de una revista de enfoque político, periodístico y ensayístico redactada por el escritor ecuatoriano Juan Montalvo. Sus entregas fueron en total doce, publicadas de junio de 1876 a agosto de 1878. Al igual que su anterior revista, El Cosmopolita, trataba una gran diversidad de asuntos, los cuales complementaban un tema político central, en este caso la desilusión de Montalvo con el gobierno del general Antonio Borrero.

## Origen de la obra
Antonio Borrero Cortázar fue elegido Presidente de Ecuador y asumió el mando a comienzos de 1876. A pesar de que se había mostrado adverso a la Constitución promulgada por Gabriel García Moreno en 1869, bajo la influencia de su Ministro de gobierno, Manuel Gómez de la Torre, defendió dicha constitución alegando que al posesionarse de la primera magistratura del país había jurado "cumplir y hacer cumplir" la Constitución y las Leyes.
Montalvo, quien deseaba la derogación de la Constitución Garciana, manifestó su desacuerdo desde Ipiales. Tiempo después viajó a Quito y solicitó una entrevista al Presidente. En ella le pidió convocar una Asamblea constituyente para que revise las Leyes de García Moreno y le demandó también el cambio del ministro Gómez de la Torre. Aunque según la afirmación de Montalvo, que nunca fue desmentida, Borrero había accedido a sus pedidos, pasaron los días y las semanas sin que hubiera indicios de cambio alguno en la actitud del gobierno.
El 30 de mayo Montalvo hizo circular una hoja suelta titulada Asomos de "El Cosmopolita", en la cual anuncia la próxima aparición de El Regenerador. Los Gómez de la Torre sabían que Montalvo se preparaba a un ataque a fondo al Ministro de gobierno y uno de ellos, ya porque le seguía los pasos, sea por un encuentro de coincidencia lo agredió y trató de victimarlo. Montalvo respondió con la publicación de una hoja suelta, aparecida el 14 de junio y titulada Al Sr. Presidente de la República, en la cual protestaba y se quejaba contra el ministro Gómez de la Torre, quien se vio forzado a renunciar a la Cartera de lo Interior al día siguiente. El 22 de junio apareció el primer número de El Regenerador.

## Contenido
El primer número de El Regenerador, abordando el problema político de fondo, dedica un artículo a analizar el valor del juramento. Dice:

El solemne y escandaloso perjurio en que incurriríais, señor Presidente, a vuestro juicio, si llamaseis a los pueblos a elecciones libres y espontáneas para que de este modo tuviese la República diputados legítimos y Congreso legal, es una pura visión. Para que le juramento sea lícito, lícita ha de ser la materia de él. Podéis verlo en santo Tomás, san Agustín, en cualquier Padre de la Iglesia, o lo que es lo mismo, en cualquiera de los miembros de vuestro Consejo. El que jura cometer un pecado, un delito, no ha jurado nada; pero sin perjuicio de los que cometerá después, está cometiendo ese instante mismo y uno muy grave. Dios no sirve de testigo sino cuando va de la virtud; y el juramento es permitido tan sólo en este caso.

En los números 2 y 3 de la revista continuó con sus Lecciones al pueblo. El número 4 consistió en el artículo "A los guayaquileños", escrito a los habitantes de Guayaquil por haberlo recibido con entusiasmo el 5 de septiembre de 1876. El escrito "Las Leyes de García Moreno", que había redactado durante su estancia en Baños y que concluyó el 20 de febrero de 1887, en su destierro en Panamá, constituyó el libro número 5 de la revista.
El 25 de septiembre apareció el número 6, que contiene varios ensayos, uno sobre la "Convención" (asamblea constituyente) en el que pide al pueblo "elegir hombres de luces y virtudes". El libro 7 trata sobre "La clase militar", sus funciones, sus vicios y sus méritos, además del papel de la mujer en la política y el sufragio universal.
En el número 8 Montalvo se manifiesta contra la intervención extranjera, ya que en ese momento un ejército colombiano de dos mil soldados había ingresado al Ecuador bajo pedido del Jefe político de Tulcán, quien pretendía defender al gobierno de una insurrección. El libro 9 anticipa los capítulos que completarán toda la serie hasta el libro 12; trata sobre la guerra civil, los partidos políticos, etc. En el número 10, bajo el título de "Sermón del padre Juan", explica al pueblo y al clero lo que en su opinión es el amor a Dios. Los últimos artículos de El Regenerador están dedicados ya a un ataque a fondo contra Ignacio de Veintemilla, y se los puede considerar un anticipo de Las Catilinarias.